# Jossa (Hosenfeld)
Jossa ist ein Ortsteil der Gemeinde Hosenfeld im osthessischen Landkreis Fulda.

## Geographie

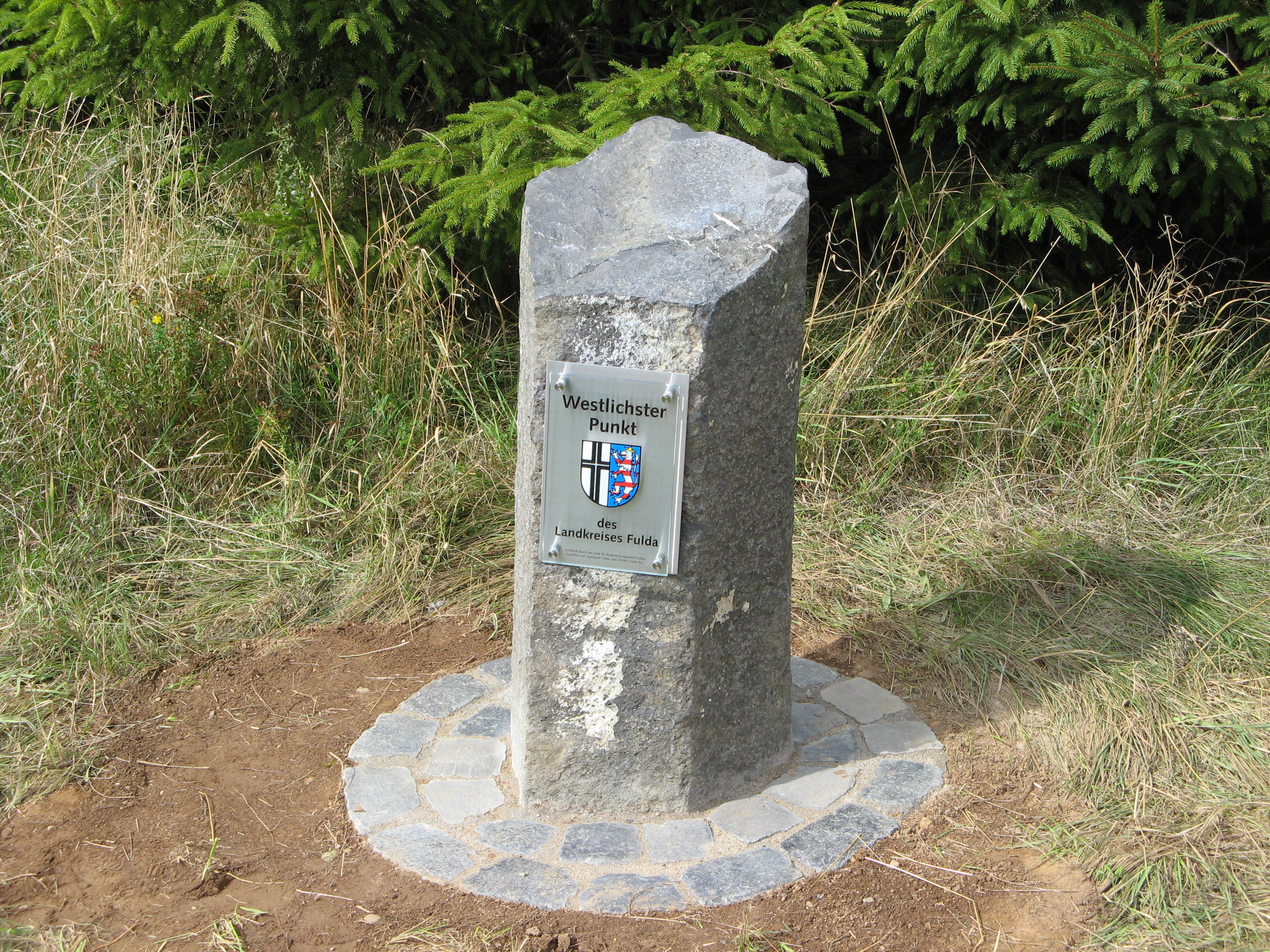
Basaltsäule am westlichsten Punkt des Landkreises Fulda zum Vogelsbergkreis

Das gleichnamige Dorf liegt im östlichen Vogelsberg südwestlich von Hosenfeld an der Jossa, die nördlich bei Hainzell in die Lüder mündet. Besiedelt wurde Jossa, das vor etwa 640 Jahren zum ersten Mal urkundlich erwähnt wurde, ursprünglich von den Kelten. Der Name Jossa ist aus dem keltischen Begriff „Jazza“ abzuleiten, was so viel heißt wie sprudeln oder brausen; dies bezieht sich auf die durch das Dorf fließende Jossa.
In der Gemarkung Jossa wurde am 9. September 2008 an der westlichen Kreisgrenze des Landkreises Fulda zum Vogelsbergkreis, an der Gemarkungsgrenze Jossa / Gunzenau, die Enthüllung der Basaltsäule und das Anbringen des Schildes „Westlichster Punkt des Landkreises Fulda“ gemeinsam von den Landräten Bernd Woide (Landkreis Fulda) und Rudolf Marx (Vogelsbergkreis) sowie den Bürgermeistern Bruno Block (Hosenfeld) und Friedel Kopp (Freiensteinau) vorgenommen.
Waldgebiete bei Jossa sind die Gemänne und die Riedesel.
Aktuelle und historische Siedlungsplätze innerhalb der Gemarkung
Quelle: Historisches Ortslexikon
- Altwiesenhof[3]
- Bonusehof[4]
- Deisgeshof[5]
- Dörrenhof[6]
- Ebenhof[7]
- Eichhof[8]
- Häuschenhof[9]
- Landeplatz[10]
- Neulandshof[11]
- Rhönhof[12]
- Scheichenhof[13]
- Hof Schenkshaus[14]
- Gehöftgruppe Schlingenhof[15]
- Schneidershof[16]
- Schwarzellerhof[17]

## Geschichte

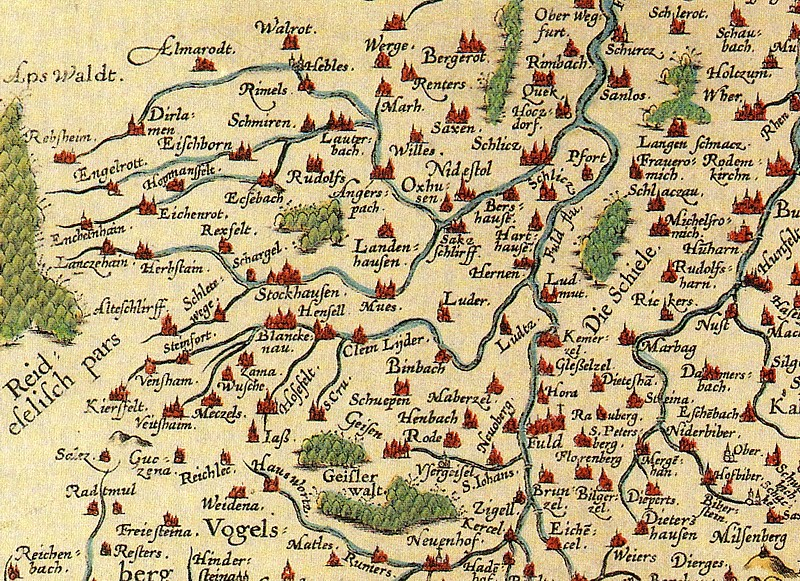
Lage von Jossa (Jaß) auf einer Kartes des Hochstifts Fulda von 1574

### Ortsgeschichte
Das Dorf hat seinen Namen von dem Bach, an dem es liegt. Seine Entstehung ist in den geschichtlichen Unterlagen nicht feststellbar. Ob die vorgeschichtliche Handelsstraße Antsanvia zur Entstehung beitrug, ist nicht belegbar. Seine Anfänge reichen jedoch sicherlich in das 10. Jahrhundert zurück wie wohl alle Orte der Gemeinde Hosenfeld. Die älteste bekannte schriftliche Erwähnung von Jossa erfolgte im Jahr 1320.
- 1375 Erscheint der Name Josse im Besitzverzeichnis der von Lüder.
- 1477 war ein Drittel des Dorfes zu diesem Zeitpunkt von den Fuldaer Äbten an die von Lütterz belehnt.
- 1604 wird Jossa auch als Filiale der Pfarrei Hosenfeld erwähnt. Zu diesem Zeitpunkt befand es sich als Erbgut derer von Lüder in den Händen derer von Boyneburg und derer von Romrode. Es bildete mit Müs und Schloss Großenlüder (Fröschburg) ein Gericht der Buchischen Ritterschaft.
- 1703 wird beim Schlingenhof mit dem Bau der neuen Schlingenkapelle begonnen.
- 1811 hatte Jossa 56 Feuerstellen mit 450 Seelen.
- 1892/1893 wird die St.-Rochus-Kirche neu errichtet.

Hessische Gebietsreform (1970–1977)
Die bis dahin selbständigen Gemeinden Blankenau, Brandlos, Hainzell, Jossa, Pfaffenrod, Poppenrod und Schletzenhausen mit dem Weiler Gersrod gaben am 31. Dezember 1971 ihre Eigenständigkeit auf und wurden im Zuge der Gebietsreform in Hessen auf freiwilliger Basis in die Gemeinde Hosenfeld eingegliedert.
Für alle nach Hosenfeld eingegliederten Gemeinden und die Kerngemeinde wurde je ein Ortsbezirk gebildet.

### Verwaltungsgeschichte im Überblick
Die folgende Liste zeigt die Staaten und Verwaltungseinheiten, denen Jossa angehört(e):
- vor 1803: Heiliges Römisches Reich, Hochstift Fulda, Gericht Lüder  (Domkapitel zu Fulda)
- 1803–1806: Heiliges Römisches Reich, Fürstentum Nassau-Oranien-Fulda,[Anm. 2] Fürstentum Fulda, Amt Blankenau
- 1806–1810: Kaiserreich Frankreich,[Anm. 3] Fürstentum Fulda (Militärverwaltung)
- 1810–1813: Großherzogtum Frankfurt, Departement Fulda, Distrikt Großenlüder
- ab 1816: Kurfürstentum Hessen, Großherzogtum Fulda, Amt Großenlüder[22]
- ab 1821: Kurfürstentum Hessen, Provinz Fulda, Kreis Fulda[Anm. 4]
- ab 1848: Kurfürstentum Hessen, Bezirk Fulda
- ab 1851: Kurfürstentum Hessen, Provinz Fulda, Kreis Fulda
- ab 1867: Norddeutscher Bund,[Anm. 5] Königreich Preußen,[Anm. 6] Provinz Hessen-Nassau, Regierungsbezirk Kassel, Kreis Fulda
- ab 1871: Deutsches Reich,  Königreich Preußen, Provinz Hessen-Nassau, Regierungsbezirk Kassel, Kreis Fulda
- ab 1918: Deutsches Reich, Freistaat Preußen, Provinz Hessen-Nassau, Regierungsbezirk Kassel, Kreis Fulda
- ab 1944: Deutsches Reich, Freistaat Preußen, Provinz Kurhessen, Landkreis Fulda
- ab 1945: Deutsches Reich, Amerikanische Besatzungszone,[Anm. 7] Groß-Hessen, Regierungsbezirk Kassel, Landkreis Fulda
- ab 1946: Deutsches Reich, Amerikanische Besatzungszone, Hessen, Regierungsbezirk Kassel, Landkreis Fulda
- ab 1949: Bundesrepublik Deutschland, Hessen, Regierungsbezirk Kassel, Landkreis Fulda
- ab 1972: Bundesrepublik Deutschland, Hessen, Regierungsbezirk Kassel, Landkreis Fulda, Gemeinde Hosenfeld

## Bevölkerung

### Einwohnerentwicklung
| Quelle: Historisches Ortslexikon |                             |
| • 1812:                          | 56 Feuerstellen, 450 Seelen |

| Jossa: Einwohnerzahlen von 1812 bis 2020 | Jossa: Einwohnerzahlen von 1812 bis 2020 | Jossa: Einwohnerzahlen von 1812 bis 2020 | Jossa: Einwohnerzahlen von 1812 bis 2020 | Jossa: Einwohnerzahlen von 1812 bis 2020 |
| --- | ---------------------------------------- | ---------------------------------------- | ---------------------------------------- | ---------------------------------------- |
| Jahr |                                          |                                          |                                          | Einwohner                                |
| 1812 | 1812                                     |                                          | 450                                      | 450                                      |
| 1834 | 1834                                     |                                          | 462                                      | 462                                      |
| 1840 | 1840                                     |                                          | 494                                      | 494                                      |
| 1846 | 1846                                     |                                          | 453                                      | 453                                      |
| 1852 | 1852                                     |                                          | 423                                      | 423                                      |
| 1858 | 1858                                     |                                          | 423                                      | 423                                      |
| 1864 | 1864                                     |                                          | 430                                      | 430                                      |
| 1871 | 1871                                     |                                          | 371                                      | 371                                      |
| 1875 | 1875                                     |                                          | 408                                      | 408                                      |
| 1885 | 1885                                     |                                          | 429                                      | 429                                      |
| 1895 | 1895                                     |                                          | 375                                      | 375                                      |
| 1905 | 1905                                     |                                          | 375                                      | 375                                      |
| 1910 | 1910                                     |                                          | 394                                      | 394                                      |
| 1925 | 1925                                     |                                          | 389                                      | 389                                      |
| 1939 | 1939                                     |                                          | 374                                      | 374                                      |
| 1946 | 1946                                     |                                          | 512                                      | 512                                      |
| 1950 | 1950                                     |                                          | 449                                      | 449                                      |
| 1956 | 1956                                     |                                          | 431                                      | 431                                      |
| 1961 | 1961                                     |                                          | 445                                      | 445                                      |
| 1967 | 1967                                     |                                          | 430                                      | 430                                      |
| 1970 | 1970                                     |                                          | 501                                      | 501                                      |
| 1979 | 1979                                     |                                          | 502                                      | 502                                      |
| 1995 | 1995                                     |                                          | 504                                      | 504                                      |
| 2011 | 2011                                     |                                          | 486                                      | 486                                      |
| 2020 | 2020                                     |                                          | 450                                      | 450                                      |
| Datenquelle: Historisches Gemeindeverzeichnis für Hessen: Die Bevölkerung der Gemeinden 1834 bis 1967. Wiesbaden: Hessisches Statistisches Landesamt, 1968. Weitere Quellen: LAGIS; Gemeinde Hosenfeld (HW+NW); Zensus 2011 |                                          |                                          |                                          |                                          |

### Einwohnerstruktur 2011
Nach den Erhebungen des Zensus 2011 lebten am Stichtag dem 9. Mai 2011 in Blankenau  486 Einwohner. Darunter waren 12 (2,5 %) Ausländer.
Nach dem Lebensalter waren 81 Einwohner unter 18 Jahren, 195 zwischen 18 und 49, 96 zwischen 50 und 64 und 114 Einwohner waren älter.
Die Einwohner lebten in 201 Haushalten. Davon waren 45 Singlehaushalte, 63 Paare ohne Kinder und 72 Paare mit Kindern, sowie 15 Alleinerziehende und 6 Wohngemeinschaften. In 54 Haushalten lebten ausschließlich Senioren und in 126 Haushaltungen lebten keine Senioren.

### Historische Religionszugehörigkeit
| • 1885: | ein evangelischer (= 0,23 %), 428 katholische (= 99,77 %) Einwohner |
| • 1961: | 8 evangelische (= 1,80 %), 436 katholische (= 97,98 %) Einwohner    |

## Politik
Für den Ortsteil Jossa besteht ein Ortsbezirk (Gebiete der ehemaligen Gemeinden Jossa) mit Ortsbeirat und Ortsvorsteher nach der Hessischen Gemeindeordnung.
Der Ortsbeirat besteht aus fünf Mitgliedern. Bei den Kommunalwahlen in Hessen 2021 betrug die Wahlbeteiligung zum Ortsbeirat 65,11 %. Alle Kandidaten gehörten der Jossaer Ortsbeiratsliste an.
Der Ortsbeirat wählte Lutz Felbinge zum Ortsvorsteher.

## Sehenswürdigkeiten und Kultur

### Katholische Kirche

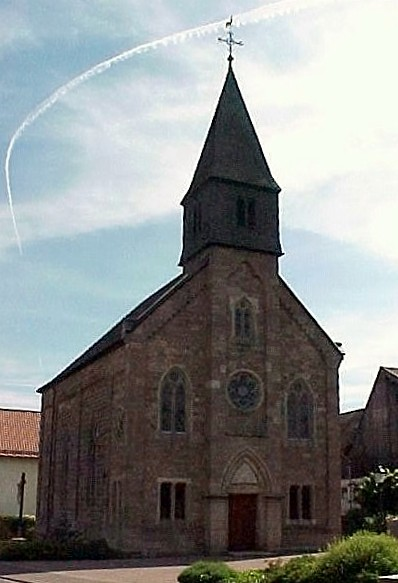
Die Katholische Filialkirche St. Rochus aus dem Jahr 1893

In Jossa steht die vom Fuldaer Baumeister Ernst Kramer in den Jahren 1892/1893 als schlichter Sandsteinquaderbau mit neugotischen Formen als Saalkirche errichtete Filialkirche St. Rochus. Sie gehört zu der Mutterpfarrei St. Peter und Paul in Hosenfeld. Das Kirchenschiff hat vier Fensterachsen mit Lisenen und Konsolfries. Im Kircheninneren ist unterhalb des Dachansatzes ein kurzer eingezogener Chor mit dreiseitigem Schluss angefügt. Im Innenraum ist ein Kreuzgewölbe mit gemalten Rippen und Gurtbögen auf den Wandpilastern. Der Altarraum öffnet sich im Spitzbogen auf profilierten Kämpfern. Um 1900 erhielt die Kirche zwei farbige Glasfenster im Chorraum die das Herz Jesu, St. Rochus und Wendelinus darstellen. Der Altar ist eine neugotische Schnitzarbeit. Das im Chorbogen befindliche Anhängerkruzifix hat einen älteren Korpus.
Für St. Rochus goss die Glockengießerei Otto aus Hemelingen in den Jahren 1892 (Jahr der Kirchweihe), 1925 (Zwischenkriegszeit) und 1950 wiederholt Bronzeglocken. Von den Vorkriegsglocken blieb nur eine erhalten. so befindet sich heute im Kirchturm ein Dreigeläute der Glockengießerei Otto in Bremen-Hemelingen mit den Schlagtönen b, cis und dis. Die älteste und kleinste Glocke, die Josefsglocke, trägt eine Inschrift, die Jahreszahl 1925 und das alte Gießerzeichen der Firma Otto. Die Schwesterglocken fielen dem Zweiten Weltkrieg zum Opfer und wurden erst 1950 ersetzt. Sie tragen das neue Otto-Zeichen. Sie sind dem St. Rochus und Ave Maria geweiht.

### Schlingenkapelle

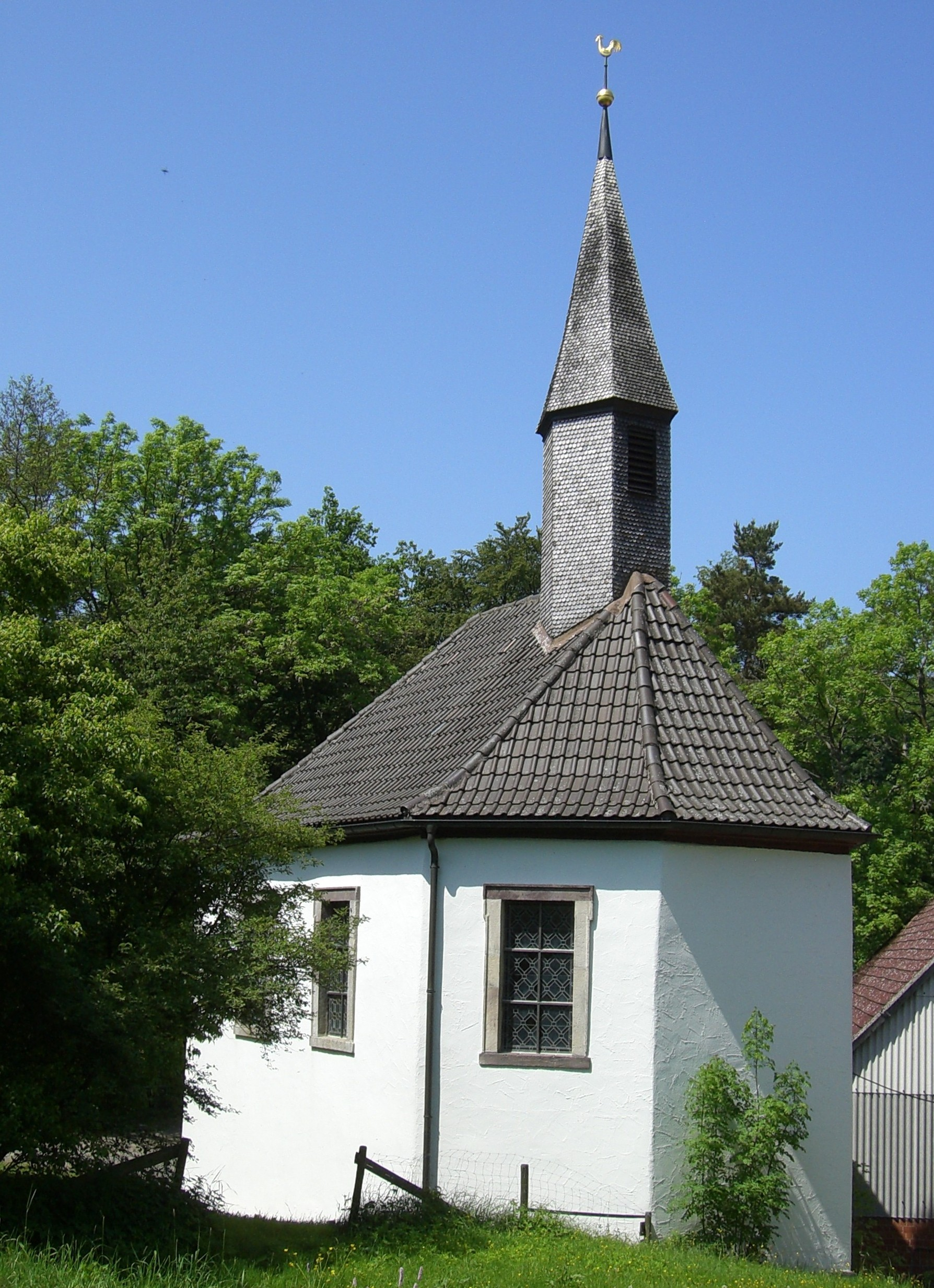
Die Schlingenkapelle bei Jossa

Zur Filialkirche St. Rochus gehört auch die bescheidene Wallfahrtskapelle St. Maria (Schlingenkapelle). Sie wurde nach den Plänen des Fuldaer Franziskanerbruders Antonius Peyer, anstelle eines Vorgängerbaus aus dem 17. Jahrhundert in 1703/1704 errichtet. Die letzte größere Sanierung erfolgte in den Jahren 1993/1994. Noch heute ist die Schlingenkapelle Anziehungspunkt vieler Wallfahrer. Am Fest Mariä Himmelfahrt am 15.8. ist der Höhepunkt der zahlreichen Wallfahrten.

### Ebenhof – Antoniuskapelle
Unmittelbar am Waldrand in der Nähe des Ebenhofes haben die Geschwister Anton und Maria Vogel, Eigentümer des Ebenhofes, eine dem Hl. Antonius und der Gottesmutter geweihte Kapelle errichtet. Sie besitzt einen kleinen Dachreiter mit einer Glocke und eine einfache Innenausstattung. Nach fast einjähriger Bauzeit wurde die neue Kapelle durch den Pfarrer von Hosenfeld, Pater Robert Cmogorac, OFM und Diakon Markus Hildebrand am 26. Juni 2010 nach römisch katholischem Ritus dem Hl. Antonius geweiht. Verantwortlicher Architekt war Volkmar Hubert aus dem benachbarten Hauswurz.

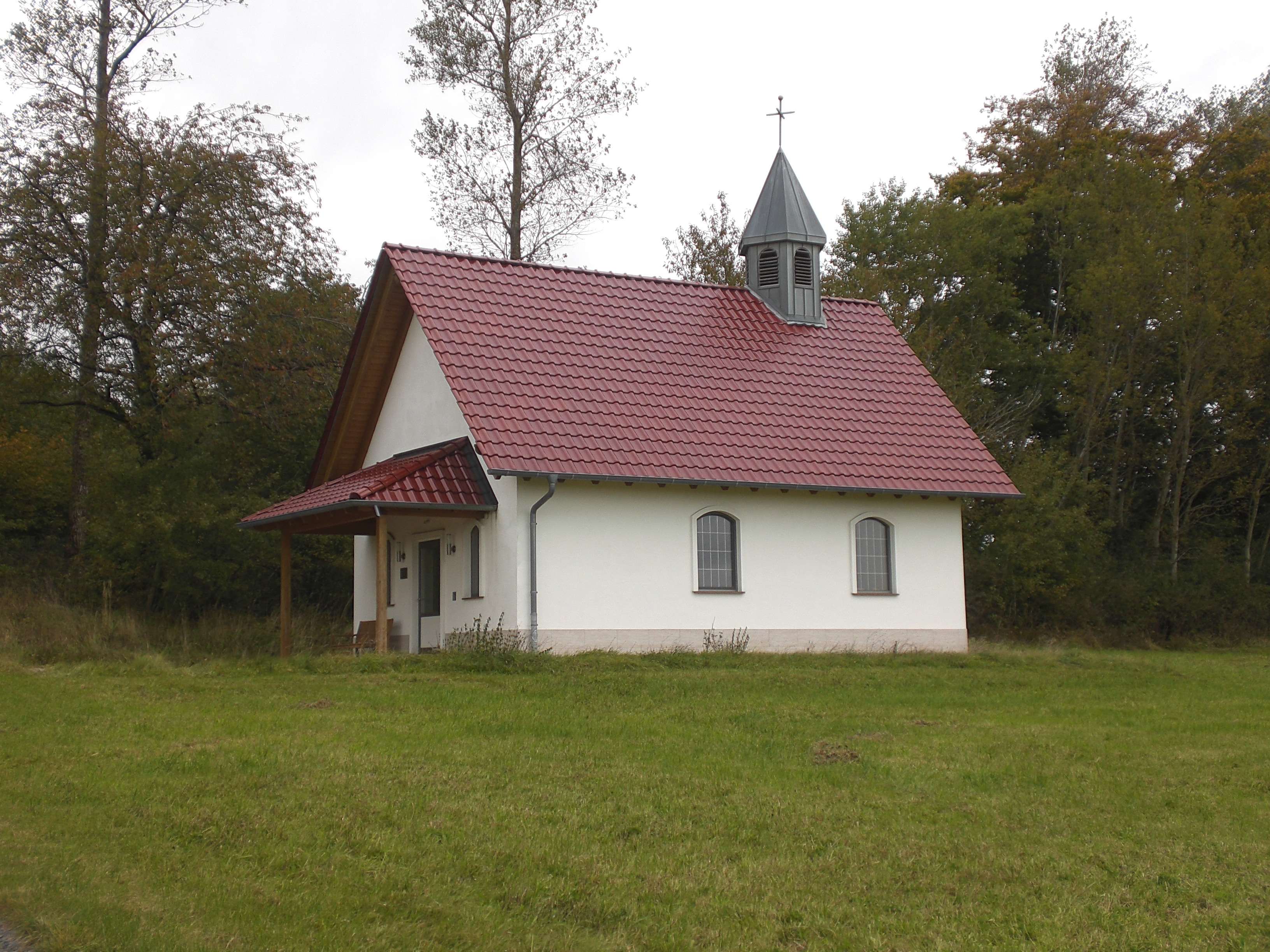
Die Antoniuskapelle beim Ebenhof
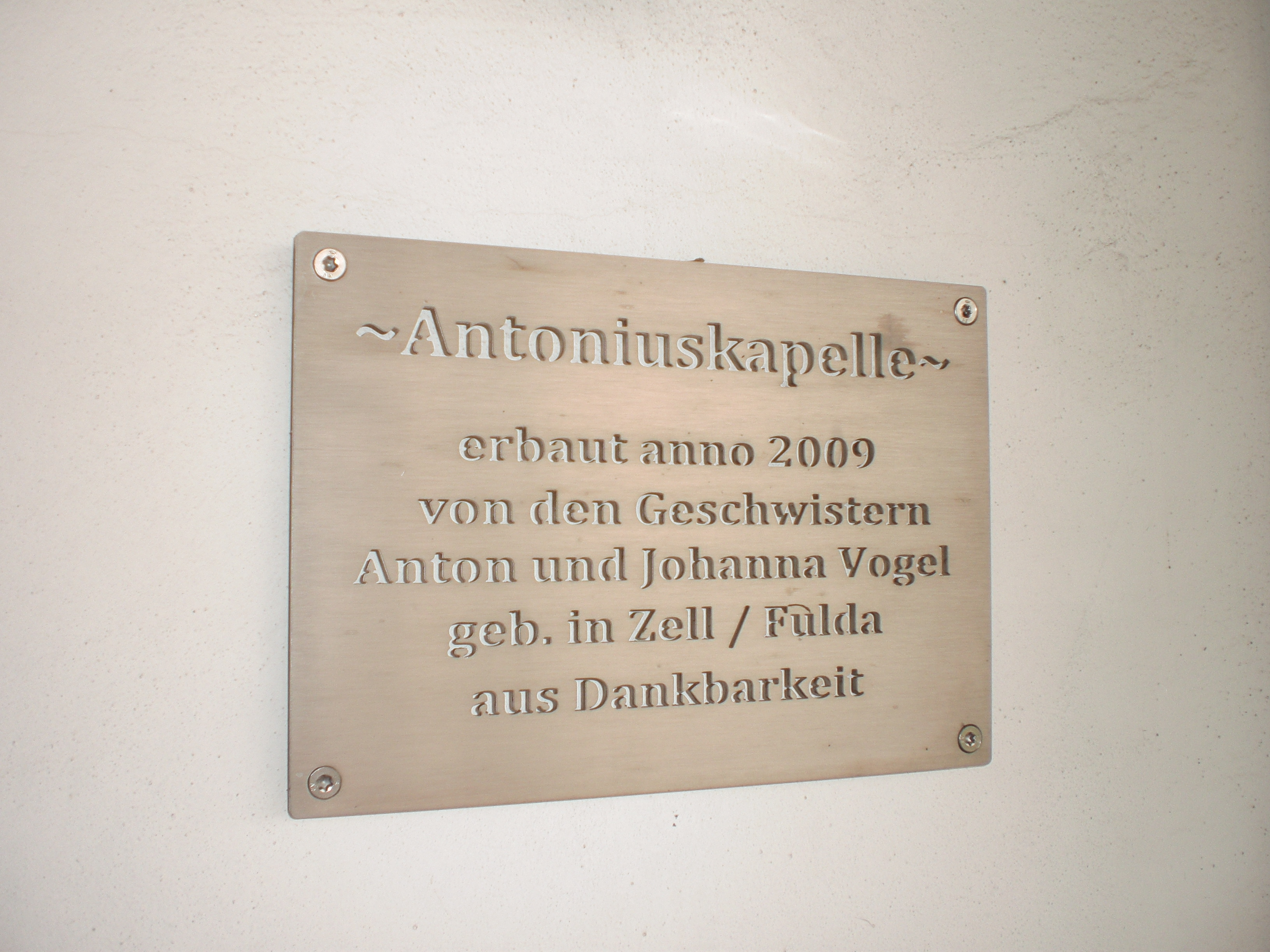
Die Widmungstafel der Kapelle beim Ebenhof

### Das neue Bürgerzentrum

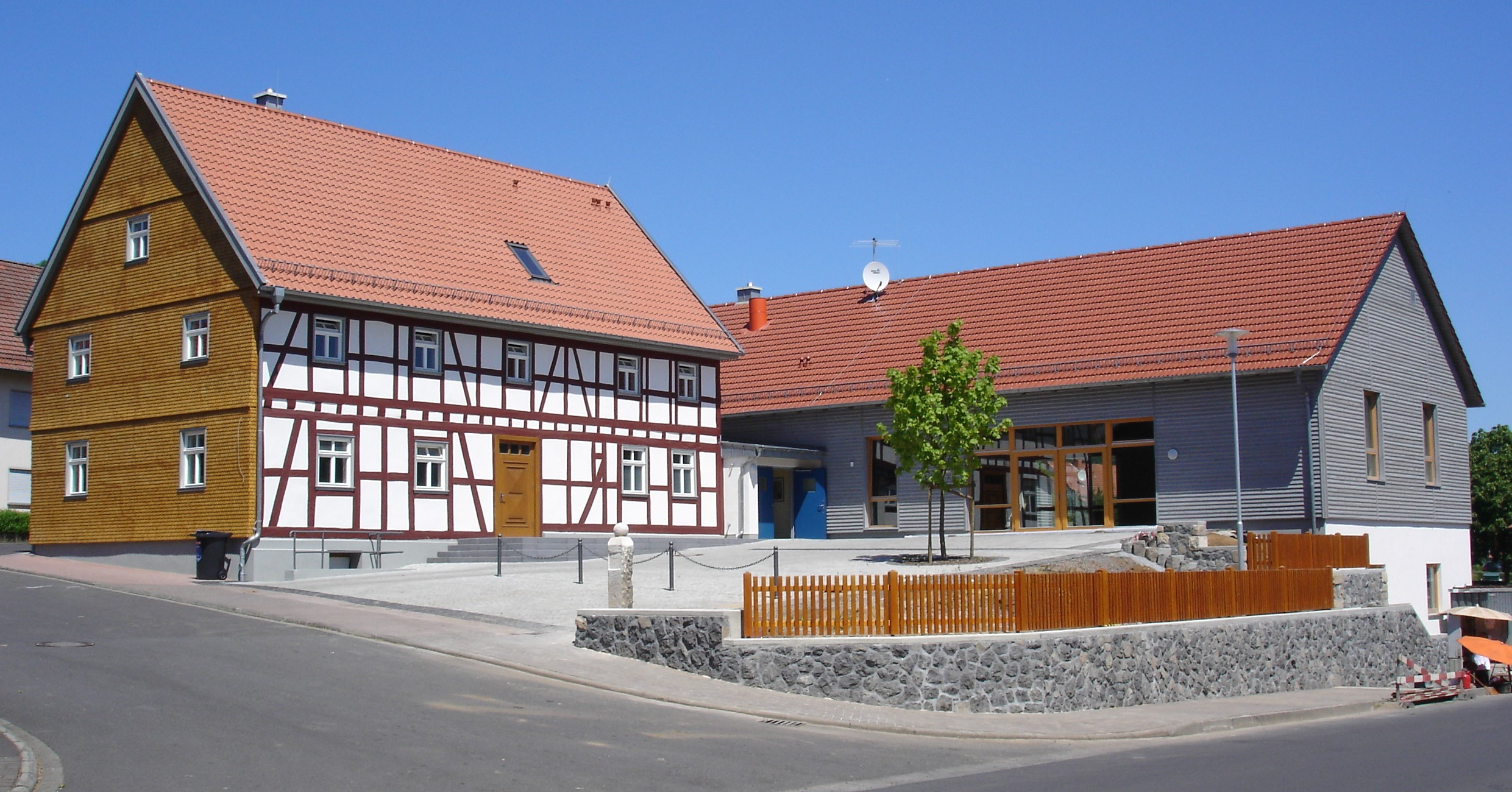
Das neue Bürgerzentrum in Jossa

Der Ortskern von Jossa war in den Jahren von 2000 bis 2009 Förderschwerpunkt des hessischen Dorferneuerungsprogrammes. Die Anerkennung erfolgte im Jahr 2000. Zahlreiche Sanierungsmaßnahmen im privaten und kommunalen Bereich wurden in dieser Zeit umgesetzt. So wurde unter anderem auch die leerstehende und dem Verfall preisgegebene ehemalige Gaststätte „Zur guten Quelle“, in der sich bereits 1892 eine Gastwirtschaft und ein Lebensmittelgeschäft befanden, saniert. Die Chronik berichtet, dass bereits 1909 das Anwesen heruntergewirtschaftet war. 1913 wurden Gaststätte und Lebensmittelgeschäft geschlossen wurden jedoch später weiter betrieben. Der nach dem Zweiten Weltkrieg eingerichteten Postbuslinie diente das in Steinbauweise errichtete Kellergeschoss der ehemaligen Scheune als Garage. Jossa war Endpunkt der Postbuslinie Fulda-Niederröderhöhe-Giesel-Hosenfeld-Jossa. Der Gebäudetrakt war nach Umbaumaßnahmen der Eigentümerfamilie Günther, bei der der Neubau eines Wohnhauses mit Gaststätte und Saalbau, anstelle des ehemaligen Wirtschaftsgebäudetraktes, umgesetzt wurde, über viele Jahrzehnte Mittelpunkt des dörflichen Lebens.
Der doch stattliche Fachwerkbau aus dem 19. Jahrhundert verlor alsdann nach und nach seine Bedeutung. In den 1960er Jahren wurden jedoch die neue Gaststätte und das Lebensmittelgeschäft im alten Fachwerkbau für immer geschlossen. In den Folgejahren wurde das Gebäudeensemble kurzzeitig auch als Diskothek und Flüchtlingswohnheim genutzt und stand dann viele Jahre lang völlig leer. Der Zerfall begann und einsetzender Vandalismus beschleunigte diesen Prozess.
Rechtzeitig konnte durch die Dorferneuerung das historische Fachwerkgebäude gerettet werden. Mit einem finanziellen Kraftakt hat die zwischenzeitliche Eigentümerin, die Gemeinde Hosenfeld, unter Mithilfe der Bürgerschaft ein neues Bürgerzentrum errichten. Durch sehr große Eigenleistung der Bevölkerung wurde der ehemalige Dorfmittelpunkt wieder zu einem Zentrum für die Bürger. Neben dem nun wieder in altem Glanz erstrahlenden Fachwerkhaus, befinden sich in einem dorftypischen Anbau ein großer Saal mit Bühne und Nebenräume. Im Kellergeschoss ist ein Blumenladen, ein Jugendraum, Bücherei und das Dienstzimmer des Ortsvorstehers, untergebracht. Das ganze Areal wird jetzt als Bürgerzentrum genutzt. Die Einweihung und Übergabe erfolgte am 9. Juli 2005 durch den seinerzeitigen Staatssekretär Karl-Winfried Seif und von Hosenfeld, Pater Robert Cmogorac, OFM unter Bürgermeister Bruno Block.

### Hochzeitshaus Jossa
Der neben dem Saaldrakt des Bürgerzentrums (rechts) stehende stattliche Fachwerkbau (links) beherbergt seit Mai 2011 das sogenannte „Hochzeitshaus Jossa“ als Außenstelle des Standesamtes Hosenfeld. Mit dem Innenausbau des seit der Erstellung des Bürgerzentrums noch nicht fertiggestellten Fachwerkhauses wurde 2010 unter der Federführung des Architekten Volkmar Hubert, Neuhof-Hauswurz, begonnen. Der Innenausbau des Erdgeschosses erfolgte unter Berücksichtigung denkmalpflegerischer Gesichtspunkte und wurde im Mai 2011 abgeschlossen. Dort finden in dem ehemaligen Gastraum der früheren Gaststätte Zur guten Quelle die standesamtlichen Eheschließungen statt. Die Räumlichkeiten wurden im Originalzustand bei der Wiedererrichtung des Fachwerkbaues beibehalten und geben den Räumen ein historisches Ambiente.

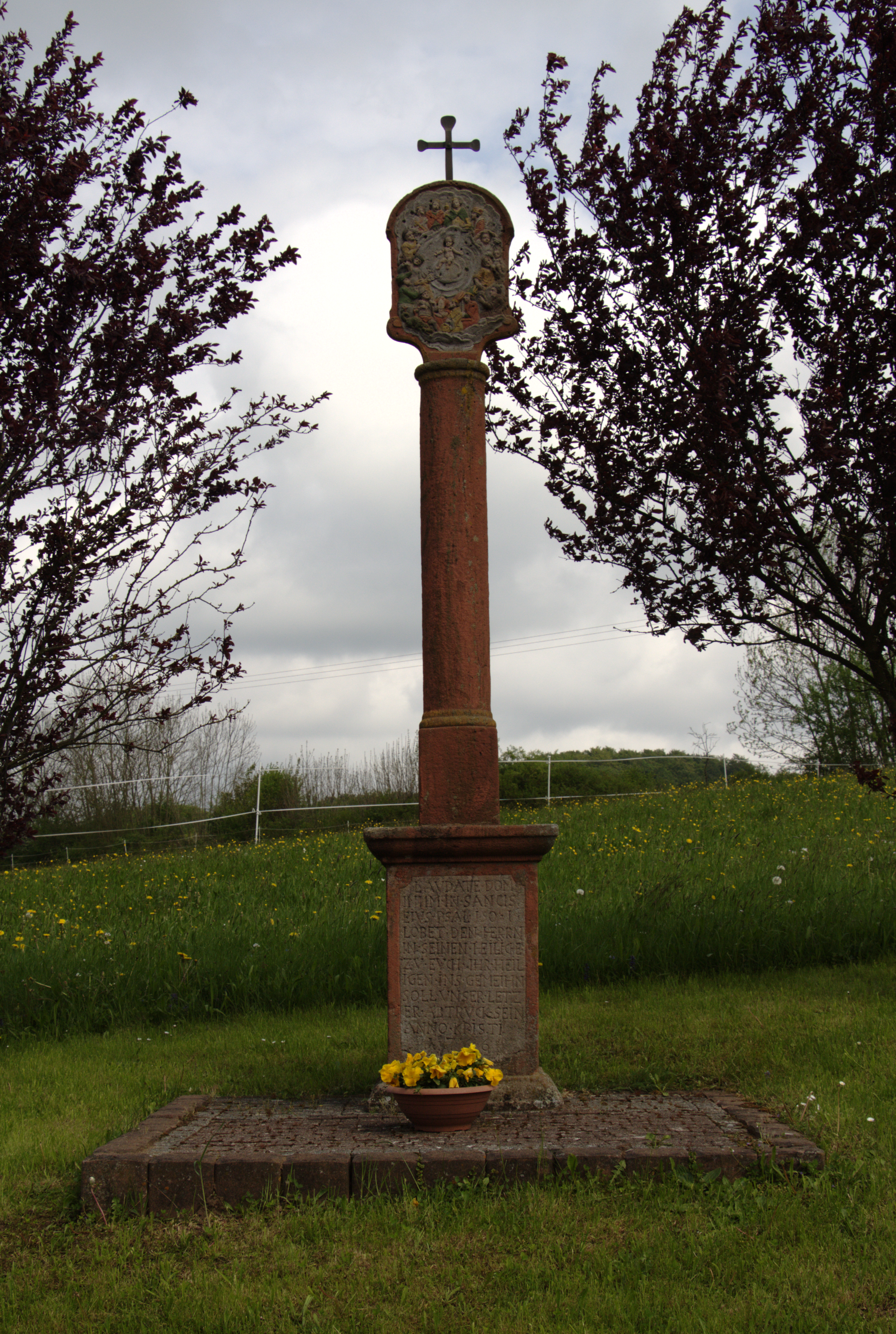
Bildstock von 1766

### Bildstock
Der Bildstock von 1766 in Jossa ist ein Kulturdenkmal.

### Bergkreuz
Zur Erinnerung und zum Dank für die Bewahrung vor Kriegsschäden im Kriegsjahr 1945 haben die Bürger von Jossa auf dem Höhenzug oberhalb des Neulandshofes zwischen Pfaffenrod und Jossa 1999 ein Bergkreuz errichtet. Neben dem Bergkreuz steht ein Widmungsstein mit Bronzetafel und eine Sitzgruppe.
Wissenswertes zum Bergkreuz
Unweit von Jossa bestand nahe Grebenhain von 1936 bis 1945 eine wichtige militärische Einrichtung der damaligen Luftwaffe der deutschen Wehrmacht: die Luftmunitionsanstalt Hartmannshain bei Hartmannshain im Oberwald. Während eines großen Manövers der Wehrmacht im September 1936 besichtigten Adolf Hitler und weitere hochrangige Regierungsmitglieder und Offiziere die noch im Bau befindliche Anlage. Die Anreise erfolgte über Jossa, worauf die Herstellung der Straßenverbindung nach Gunzenau/Grebenhain erfolgte.
1945, kurz vor Ende des Zweiten Weltkrieges  wurden auf die Anhöhe zwischen Jossa und Pfaffenrod Flakgeschütze gebracht. Damit sollte die Luftmunitionsanstalt vor Luftangriffen geschützt werden.

Das Bergkreuz in Jossa
Der Widmungsstein des Bergkreuzes in Jossa

## Flugplatz
Durch den kleinen Flugplatz „Fulda-Jossa“, der sich etwas südlich der Ortschaft befindet, ist Jossa auch aus der Luft zu erreichen.